# 莊奕凡
莊奕凡，台灣活動家，19歲时从辅仁大学心理系休学，在街头与陌生人以「一杯咖啡．一個故事」交换故事，过程中组建了「野青眾」团体并继续活动。